# 50 +1
50 +1 är en låt av den svenska popduon Isle of You och den första singeln från gruppen.